# You Bo
You Bo là nhà văn người Khmer và là chủ tịch Hội Nhà văn Khmer, có trụ sở đặt tại Wat Botum, số 7 đường Oknha Suor Srun, Sangkat Chaktomuk, Khan Daun Penh, Phnôm Pênh 12207, Campuchia.
You tốt nghiệp trung học vào năm 1962, sau đó ra làm giáo viên. Để tăng thêm thu nhập ít ỏi từ việc giảng dạy, ông đã tập tành viết thơ và truyện ngắn cho các tờ báo địa phương, chẳng hạn như báo Mietophoum. Sau đó, ông trở thành tổng biên tập của tờ báo đấy khi ông quyết định bỏ nghề dạy học vào giữa thập niên 1960 để tập trung vào sự nghiệp văn chương.
Khi còn là giáo viên đã kết bạn với một số nhà văn Campuchia nổi tiếng như Nou Hach, Keng Vansak và Samdech Preah Moha Chorn Nath.

## Tác phẩm chính
Một số tác phẩm tiêu biểu của ông gồm: 
- Mear Kea Sok (មារជាសុខ) (Đường dẫn đến hạnh phúc), 1962.
- Vị bác sĩ 195 tuổi(គ្រូពេទ្យអាយុ១៩៥ឆ្ន), 1964.
- Sự biến mất của hai ngôi sao nổi tiếng, 1967.